# 1942 في الفلبين
فيما يلي قوائم الأحداث التي وقعت خلال عام 1942 في الفلبين.

## سياسة

### تعيين في المنصب
- 4 ديسمبر – خوسي لوريل وزير الداخلية والحكومة المحلية [الإنجليزية]‏.

### انتهاء فترة المنصب
- 5 فبراير – خوسي لوريل قاضي معاون في المحكمة العليا للفلبين [الإنجليزية]‏،وزير العدل [الإنجليزية]‏.

## مواليد

### يناير
- 6 يناير – إدي غوتيرز ممثل فلبيني.

### مارس
- 19 مارس – جيمي ماريانو لاعب كرة سلة فلبيني.

### أغسطس
- 11 أغسطس – ديليا ألبرت دبلوماسية فلبينية.

### سبتمبر
- 11 سبتمبر – إيرنيستو هيريرا سياسي فلبيني.

### أكتوبر
- 14 أكتوبر – أليس رييس

### نوفمبر
- 24 نوفمبر – فريدي ويب

### ديسمبر
- 18 ديسمبر – سلفادور إسكوديرو سياسي فلبيني.

## وفيات

### مايو
- 2 مايو – خوسيه عباد سانتوس (مواليد 1886)

### يونيو
- 6 يونيو – رويال ر. إينغيرسول الثاني (مواليد 1913) ضابط فلبيني.

### أغسطس
- 30 أغسطس – ميغيل وايت (مواليد 1909) رياضي فلبيني.

### سبتمبر
- 15 سبتمبر – سيفيرينو رييس (مواليد 1861) كاتب مسرحي فلبيني.

### نوفمبر
- 4 نوفمبر – فيسنتي ألفاريز (مواليد 1862)